# Judo op de Paralympische Zomerspelen 2008
Op de XIIIe Paralympische Spelen die in 2008 werden gehouden in het Chinese Peking was judo een van de 20 sporten die werd beoefend.
Voor België waren er geen judoka's aanwezig bij tijdens dit paralympische toernooi.

## Evenementen
Op de Spelen van 2008 stonden de volgende evenementen op het programma:
Mannen
- tot 60 kg
- tot 66 kg
- tot 73 kg
- tot 81 kg
- tot 90 kg
- tot 100 kg
- boven 100 kg

Vrouwen
- tot 48 kg
- tot 52 kg
- tot 57 kg
- tot 63 kg
- tot 70 kg
- boven 70 kg

## Mannen
| Klasse       | land | Goud                  | land | Zilver           | land    | Brons                                      |
| ------------ | ---- | --------------------- | ---- | ---------------- | ------- | ------------------------------------------ |
| tot 60 kg    | ALG  | Mouloud Noura         | IRI  | Saeed Rahmati    | CHN AZE | Xiaodong Li Ramin Ibrahimov                |
| tot 66 kg    | ALG  | Sidali Lamri          | JPN  | Satoshi Fujimoto | CUB FIN | Victor Sanchez Jani Kallunki               |
| tot 73 kg    | MEX  | Eduardo Avila         | CHN  | Zhilin Xu        | UKR ARG | Sergii Sydorenko Fabian Ramirez            |
| tot 81 kg    | CUB  | Isao Cruz             | FRA  | Cyril Jonard     | VEN ARG | Reinaldo Carvallo Jorge Lencina            |
| tot 90 kg    | RUS  | Oleg Kretsul          | AZE  | Tofig Mammadov   | FRA GBR | Olivier Cugnon de Sevricourt Samuel Ingram |
| tot 100 kg   | BRA  | Antonio Tenorio Silva | AZE  | Karim Sardarov   | UKR CUB | Mykola Lyivytskyi Juan Carlos Cortada      |
| boven 100 kg | AZE  | Ilham Zakiyev         | CHN  | Song Wang        | FRA USA | Julien Taurines Greg Dewall                |

## Vrouwen
| Klasse      | land | Goud                     | land | Zilver                     | land    | Brons                                  |
| ----------- | ---- | ------------------------ | ---- | -------------------------- | ------- | -------------------------------------- |
| tot 48 kg   | CHN  | Huaping Guo              | BRA  | Karla Cardoso              | GER RUS | Carmen Brussig Victoria Potapova       |
| tot 52 kg   | CHN  | Na Cui                   | FRA  | Sandrine Aurieres-Martinet | BRA RUS | Michelle Ferreira Alesya Stepanyuk     |
| tot 57 kg   | CHN  | Lijing Wang              | GER  | Ramona Brussig             | BRA ESP | Daniele Silva Maria Monica Merenciano  |
| tot 63 kg   | VEN  | Naomi Soazo              | ESP  | Marta Arce                 | FRA RUS | Angelique Quessandier Madina Kazakova  |
| tot 70 kg   | ESP  | Maria del Carmen Herrera | MEX  | Lenia Ruvalcaba            | NED RUS | Sanneke Vermeulen Tatiana Savostyanova |
| boven 70 kg | CHN  | Yanping Yuan             | BRA  | Deanne Silva               | ALG RUS | Zoubida Bouazoug Irina Kalyanova       |

## Uitslagen Nederlandse deelnemers
| Plaats | Categorie | Naam              |
| ------ | --------- | ----------------- |
| Brons  | tot 70 kg | Sanneke Vermeulen |

Atletiek · Bankdrukken · Basketbal · Blindenvoetbal · Boogschieten · Boccia · CP-voetbal · Goalball · Judo · Paardensport · Roeien · Rugby · Schermen · Schietsport · Tafeltennis · Tennis · Volleybal · Wielersport · Zeilen · Zwemmen
Seoel 1988 ·
Barcelona 1992 ·
Atlanta 1996 ·
Sydney 2000 ·
Athene 2004 ·
Peking 2008 ·
Londen 2012 ·
Rio de Janeiro 2016 ·
Tokio 2020 ·
Parijs 2024 ·
Los Angeles 2028